# لازینو
لازینو (به ایتالیایی: Lasino) یک کومونه در ایتالیا است که در ترنتینو واقع شده‌است.

## خصوصیات
لازینو ۱۶٫۰ کیلومترمربع مساحت و ۱٬۲۹۸ نفر جمعیت دارد.